# Constantin Osoianu
Constantin Osoianu (n. 1885, Horești, raionul Fălești, Republica Moldova – d. 18 aprilie 1944, Cigîrleni, raionul Ialoveni, Republica Moldova) a fost un om politic basarabean, membru al Sfatului Țării în perioada 11 noiembrie 1917 – 27 noiembrie 1918.

## Biografie
S-a născut în satul Horești din județul Bălți, gubernia Basarabia, Imperiul Rus. A votat Unirea Basarabiei cu România la data de 27 martie 1918.